# (2840) Kallavesi
(2840) Kallavesi (1941 UP) – planetoida z pasa głównego asteroid okrążająca Słońce w ciągu 3,72 lat w średniej odległości 2,4 j.a. Odkryta 15 października 1941 roku.